# 大積パーキングエリア
大積パーキングエリア（おおづみパーキングエリア）は、新潟県長岡市宮本東方町ならびに同市大積善間町にある北陸自動車道のパーキングエリアである。
当PAにスマートインターチェンジを併設する事業が2020年（令和2年）10月23日付で国土交通省より新規事業化され、2025年の開通を目指している。

## 施設

### 上り線（米原方面）
- 駐車場
  - 大型 13台[2]
  - 小型 31台[2]
  - 身障者用 1台[2]
- トイレ[2]
  - 男性 大3・小5
  - 女性 6
  - 車椅子用 1
- バス停留所

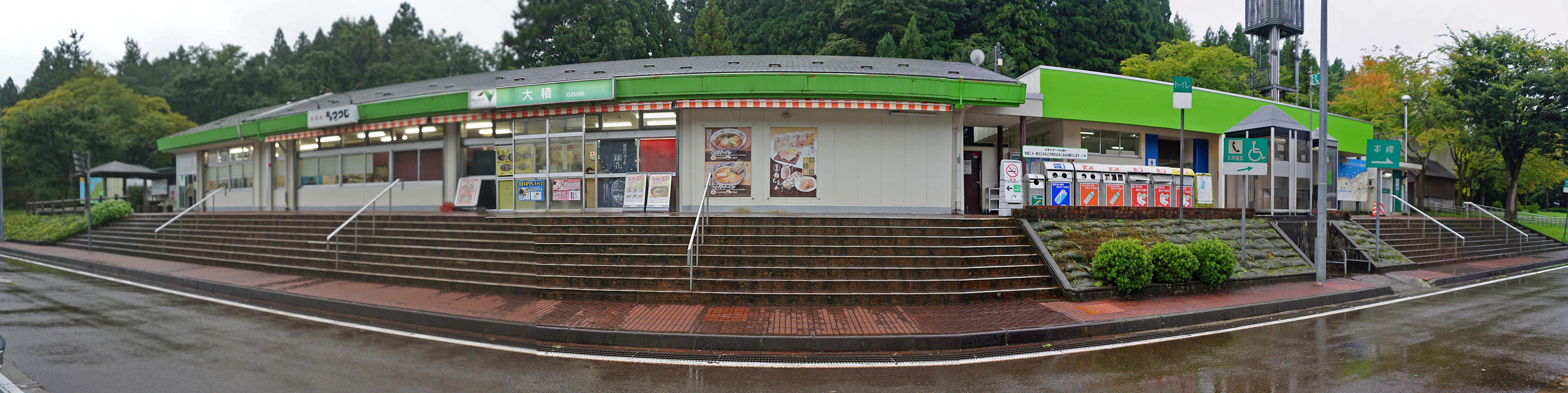
大積パーキングエリア（上り線）

- コンビニエンスストア「セブン-イレブン」（24時間）[2][6][7] - 北陸自動車道では、中日本高速道路（NEXCO中日本）管轄の米原JCT - 朝日IC間も含め初出店となった[7]。
- コインシャワー（24時間）[2][6][7][8]
- 自動販売機

### 下り線（新潟方面）
- 駐車場
  - 大型 15台[2]
  - 小型 32台[2]
  - 身障者用 1台[2]
- トイレ[2]
  - 男性 大3・小5
  - 女性 6
  - 車椅子用 1
- バス停留所
- コンビニエンスストア「セブン-イレブン」（24時間）[2][6][7]
- シャワー（24時間）[2][6][7][8]
- 自動販売機

### 大積バスストップ
PA内にある高速バス停留所。

#### 停車路線

新潟県・県外高速バス路線図（旧ツアーバス系は除く）

ときライナー路線図

県外線
- 池袋 - 柏崎 - 上越線
西山BS - 大積BS -（越後川口SA：休憩）-（上里SA：休憩）-川越的場BS

県内線
- 【ときライナー】Ｊ上越線
- 【ときライナー】Ｋ 柏崎線
西山BS - 大積BS - 長岡北BS

## 隣
E8 北陸自動車道
(36)西山IC - 大積PA/SIC（SICは事業中） - (37)長岡JCT